# Friedrich von Bülow (Marineoffizier)
Jaspar Friedrich Carl Otto Ulrich von Bülow (* 10. März 1870 in Doberan; † 19. Dezember 1929 in Ratzeburg) war ein deutscher Konteradmiral.

## Leben
Friedrich von Bülow, ein Sohn des früh verstorbenen mecklenburg-strelitzschen Hofmarschalls Jaspar von Bülow, trat am 13. April 1888 als Kadett in die Kaiserliche Marine ein. Er absolvierte zunächst seine Grundausbildung auf dem Schulschiff Niobe und kam dann erstmals an die Marineschule, wo er am 9. April 1889 Seekadett wurde. Im Jahre 1906 wurde er ins Reichsmarineamt nach Berlin kommandiert. Als Korvettenkapitän war er von September 1908 bis September 1910 Kommandant der Zieten. Später wurde der Kapitän zur See (seit 5. September 1911) diensttuender Flügeladjutant von Kaiser Wilhelm II.
Bülow war von 1. Oktober 1912 bis 10. Januar 1913 Kommandant des Großlinienschiffes Kaiser. Aufgrund einer Erkrankung wurde er von seinem Posten abgelöst (Ernst Ritter von Mann Edler von Tiechler übernahm) und bis 28. Februar 1914 zur Verfügung des Chefs der Marinestation der Nordsee gestellt. Nachdem Bülow wieder dienstfähig war, kommandierte man ihn vom 1. März bis 29. Juli 1914 zum Admiralstab der Marine. Dort fungierte er anschließend über den Ausbruch des Ersten Weltkriegs hinaus bis zum 19. April 1916 als Chef der Zentralabteilung. Im Anschluss daran verwendete man ihn als Vertreter des Admiralstabs der Marine im Großen Hauptquartier. Am 16. August 1918 ernannte man Bülow dann zum stellvertretenden Chef des Admiralstabs der Marine und beförderte ihn in dieser Position am 9. Oktober 1918 zum Konteradmiral. Als solcher war er nach Kriegsende vom 9. Dezember 1918 bis zu seiner Ablösung zugleich mit der Wahrnehmung der Geschäfte des Chefs des Admiralstabs der Marine beauftragt. Darüber hinaus fungierte er außerdem vom 23. November bis 8. Dezember 1918 sowie vom 3. Januar bis 6. März 1919 als Leiter der Marinegruppe der Deutschen Friedenskommission. Nach Beendigung dieser Tätigkeit stellte man ihn zur Verfügung des Staatssekretärs bzw. Leiters des Reichsmarineamtes und verabschiedet ihn am 22. November 1919 aus dem aktiven Dienst.
Nicht Friedrich von Bülow (wie oft zu lesen), sondern Fregattenkapitän d.R. Georg Freiherr von Bülow gründete 1918 die Marine-Offizier-Hilfe (MOH), eine Selbsthilfeorganisation für die bei Kriegsende in großer Zahl entlassenen Marineoffiziere.

## Auszeichnungen
- Roter Adlerorden III. Klasse mit der Krone[5]
- Kronenorden II. Klasse mit Schwertern[5]
- Ritterkreuz des Königlichen Hausordens von Hohenzollern mit Schwertern[5]
- Eisernes Kreuz (1914) II. und I. Klasse[5]
- Preußisches Dienstauszeichnungskreuz[5]
- Offizierskreuz des Bayerischen Militärverdienstordens[5]
- Offizierskreuz des Ordens Heinrichs des Löwen[5]
- Hanseatenkreuz Hamburg[5]
- Komtur II. Klasse des Hessischen Philipps-Ordens[5]
- Ritterkreuz des Greifenordens[5]
- Kreuz für Auszeichnung im Kriege[5]
- Ehrenoffizierskreuz des Oldenburgischen Haus- und Verdienstordens des Herzogs Peter Friedrich Ludwig[5]
- Komtur II. Klasse des Albrechts-Ordens mit Schwertern[5]
- Komtur des Ordens der Württembergischen Krone[5]

## Namensgleichheit
Zu seinen Lebzeiten gab es einen weiteren deutschen Marineoffizier gleichen Namens. Friedrich Freiherr von Bülow (* 29. Januar 1870 in Aurich als Sohn von Karl Frhr. v. Bülow; † 8. April 1916 in Wilhelmshaven) war zuletzt Kapitän zur See. Er war vom 17. August 1914 bis zum 31. Dezember 1915 Kommandant des Kleinen Kreuzers Berlin.